# Oxyurus glabratus
Oxyurus glabratus är en mångfotingart som beskrevs av Koch. Oxyurus glabratus ingår i släktet Oxyurus och familjen Xystodesmidae. Inga underarter finns listade i Catalogue of Life.